# Universal Motown Records
Universal Motown Records fue un sello discográfico que funcionaba como una división de Universal Motown Republic Group. Era la encarnación contemporánea del legendario sello Motown Records, y el medio "urbano" de UMRG, aunque hubo algunos artistas de rock en la etiqueta (junto con sus sub-etiquetas) también.

## Antecedentes
En 2005 Motown Records se fusionó con los artistas urbanos de Universal Records para crear Universal Motown Records, encabezada por la ex directora general de Elektra Records Sylvia Rhone, y se coloca bajo el grupo del recién creado Universal Motown Republic Group. Motown Records comenzó a celebrar su quincuagésimo aniversario (12 de enero de 2009) a finales de 2008, incluyendo el lanzamiento de un boxset, que contiene los éxitos de pop, R&B y disco de las listas de Billboard, reediciones de clásicos de la era de álbumes de Motown en CD, y otros actos programados, que fueron lanzados en colaboración con la división de catálogo de Universal Music Group.
Se hicieron cambios en Universal Motown Republic Group en 2011, y Motown se separó de Universal Motown Records y el sello se fusionó con el grupo Island Def Jam Music Group (ahora llamado Island Def Jam Motown Music Group), haciendo que se cierre Universal Motown Republic Group.